# 第82屆奧斯卡金像獎
第82届奥斯卡颁奖典礼是美国电影艺术与科学学院旨在奖励2009年最优秀电影的一场晚会，于太平洋时区2010年3月7日下午17点30分（北美东部时区晚上20点30分）开始在美国加利福尼亚州洛杉矶好莱坞的杜比剧院举行，共计颁发了24座奥斯卡金像奖（又称学院奖）。本次颁奖典礼与往届相比时间有所推迟，之前几届都是2月举行，但这次为了避免与2010年冬季奥林匹克运动会相冲突而推迟到了3月。颁奖典礼通过ABC在美国转播，男演员亚历克·鲍德温和史提夫·馬丁担任主持人，这是马丁继第73届和第75届奥斯卡颁奖典礼以来第三次担任主持人，同时这也是鲍德温首度主持。这也是继1987年的第59届奥斯卡颁奖典礼以来首届有多位主持人的奥斯卡颁奖典礼。
2009年6月24日，学院主席西德尼·甘尼斯（Sidney Ganis）在一场新闻发布会上宣布，为了增强奖项的吸引力，重新引起观众的兴趣，2010年的奥斯卡金像奖角逐中最佳影片奖提名作品将由之前的五部增加到十部，上一次有10部电影获最佳影片提名是在1944年举行的第16届奥斯卡颁奖典礼上。2010年2月20日，伊丽莎白·班克斯在比佛利山的威尔希尔丽晶酒店主持颁发了奥斯卡科技成果奖。
《拆弹部队》赢得最佳影片、导演等六项大奖，是当晚最大赢家。该片导演凯瑟琳·毕格罗由此成为历史上首位获导演奖的女性。其它获奖电影包括获奖三项的《阿凡达》，获奖两项的《疯狂的心》、《珍爱》和《飞屋环游记》，以及获奖一项的《海豚湾》、《无耻混蛋》、《弱点》、《商标的世界》（Logorama）、《普鲁登斯的音乐》（Music by Prudence）、《新房客》（The New Tenants）、《谜一样的双眼》、《星际迷航》和《年輕的維多利亞》。本届颁奖典礼的电视转播在北美吸引了近4200万观众收看，是继2005年举行的第77届奥斯卡颁奖典礼以来电视收视人数最高的一届。

## 获奖和提名
第82届奥斯卡金像奖提名名单于太平洋时区2010年2月2日早上5点38分（UTC下午13点38分）由学院主席汤姆·谢拉克（Tom Sherak）和女演员安妮·海瑟薇一起在比佛利山的塞缪尔·戈尔德温剧院公布。《阿凡达》和《拆弹部队》各以九项提名领跑，获奖名单则在2010年3月7日举行的颁奖典礼上公布，凯瑟琳·毕格罗创造了女性获导演奖的新历史。

### 奖项
获奖影片在最上方以加粗字体显示：
| 最佳影片 | 导演 |
| --- | --- |

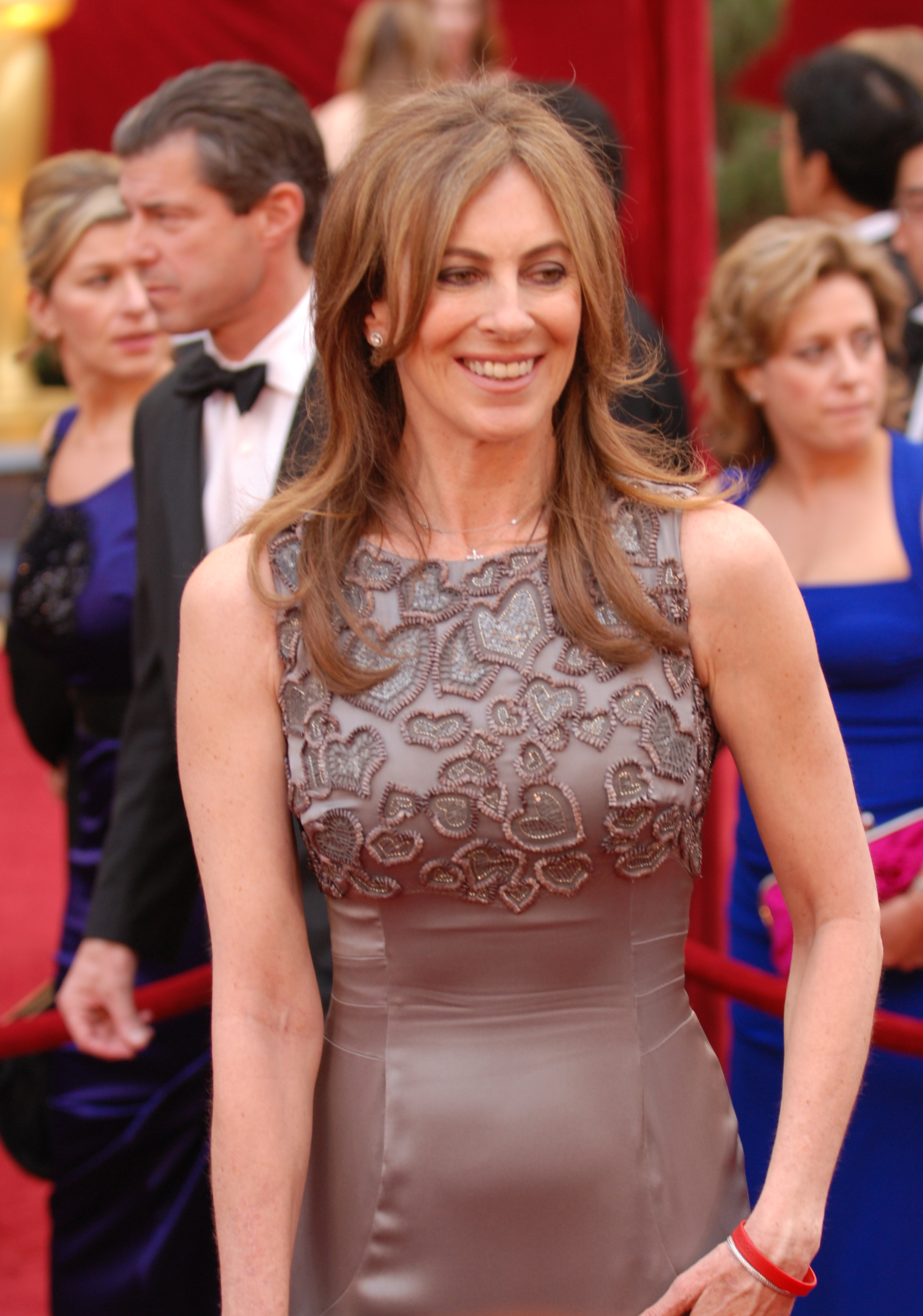
凯瑟琳·毕格罗获导演奖

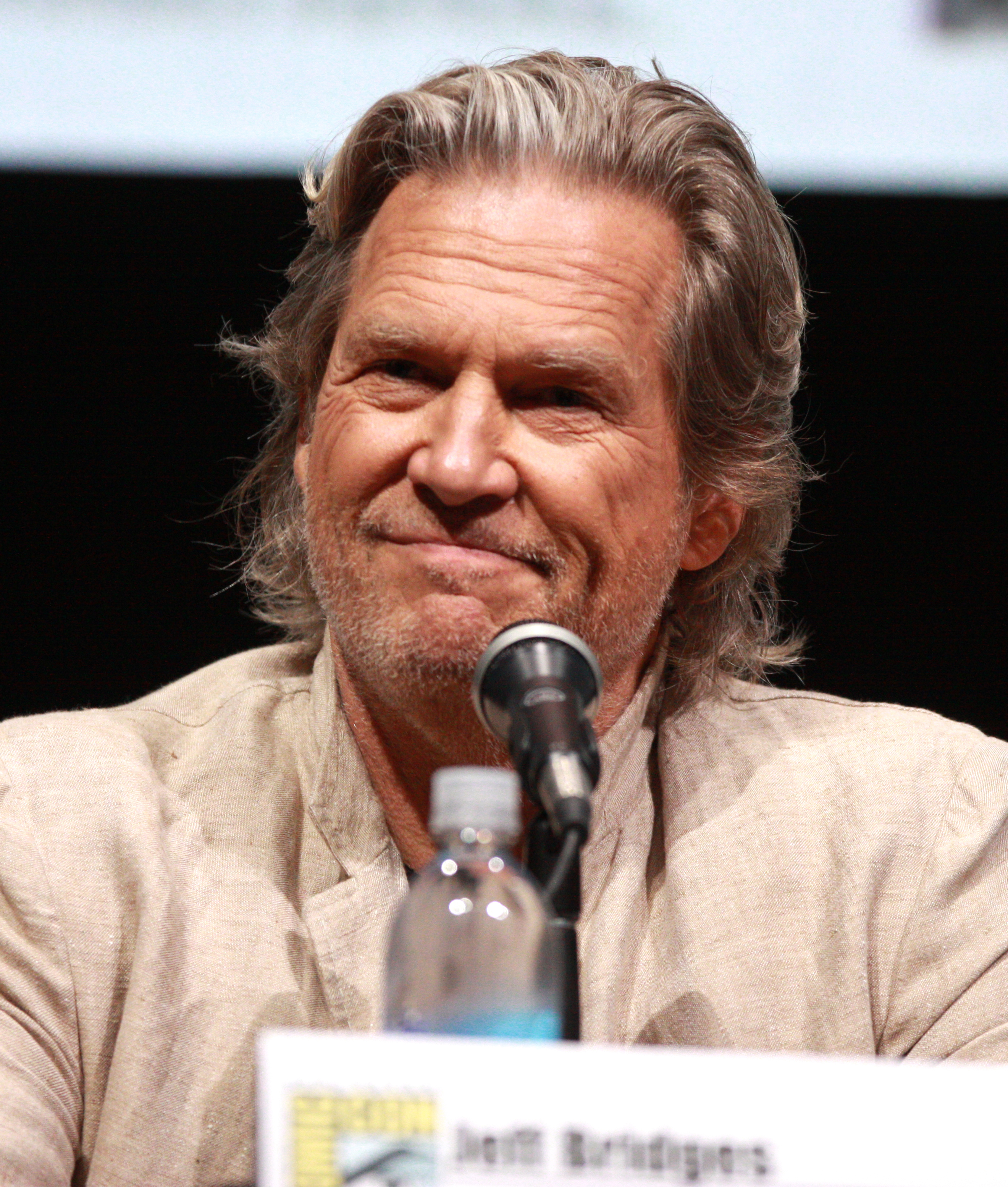
傑夫·布里吉获男主角奖

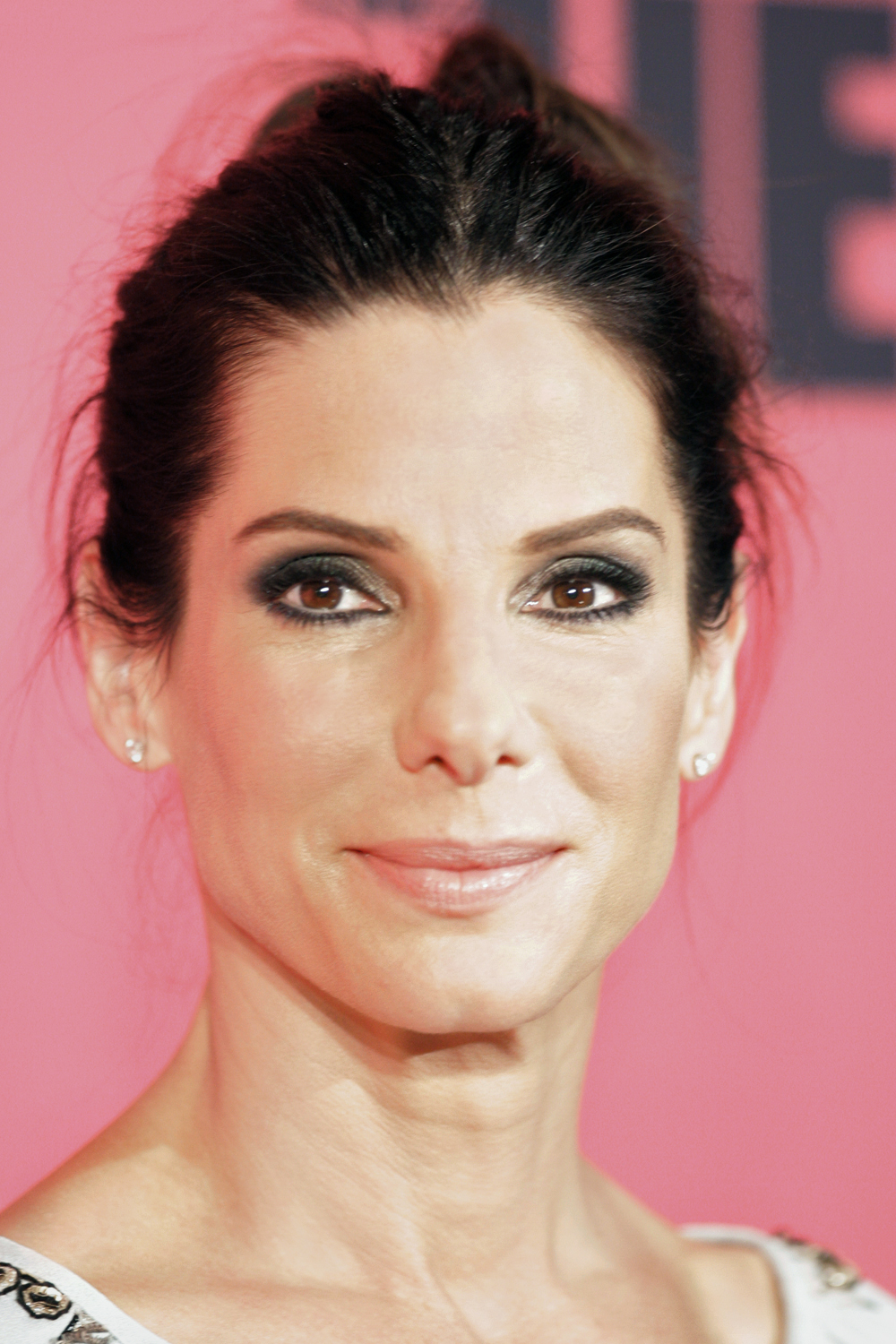
Sandra Bullock获女主角奖

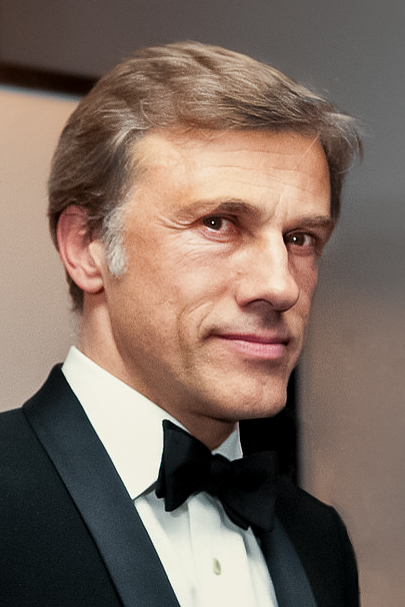
克里斯托弗·瓦尔兹获男配角奖

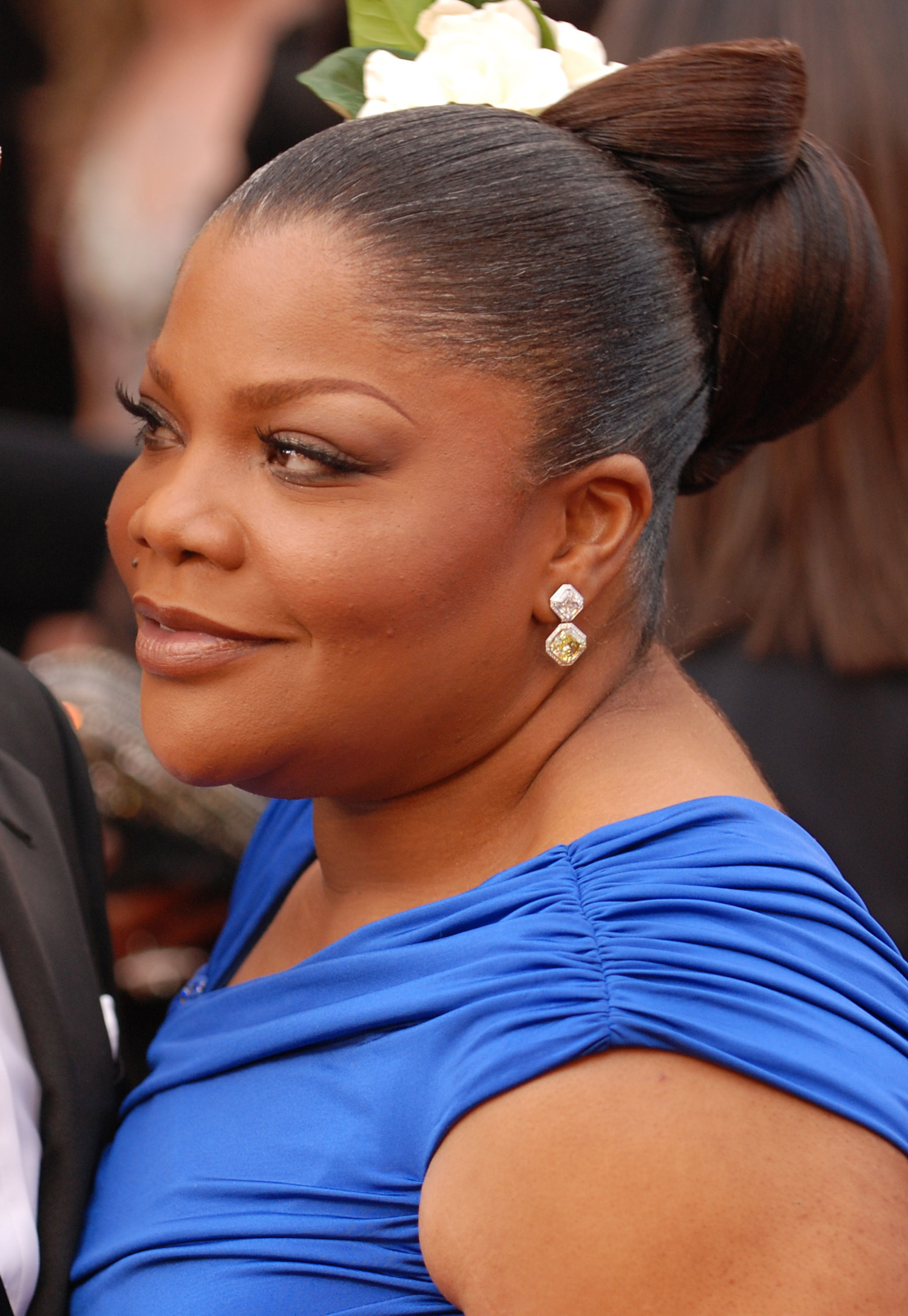
莫妮克获女配角奖

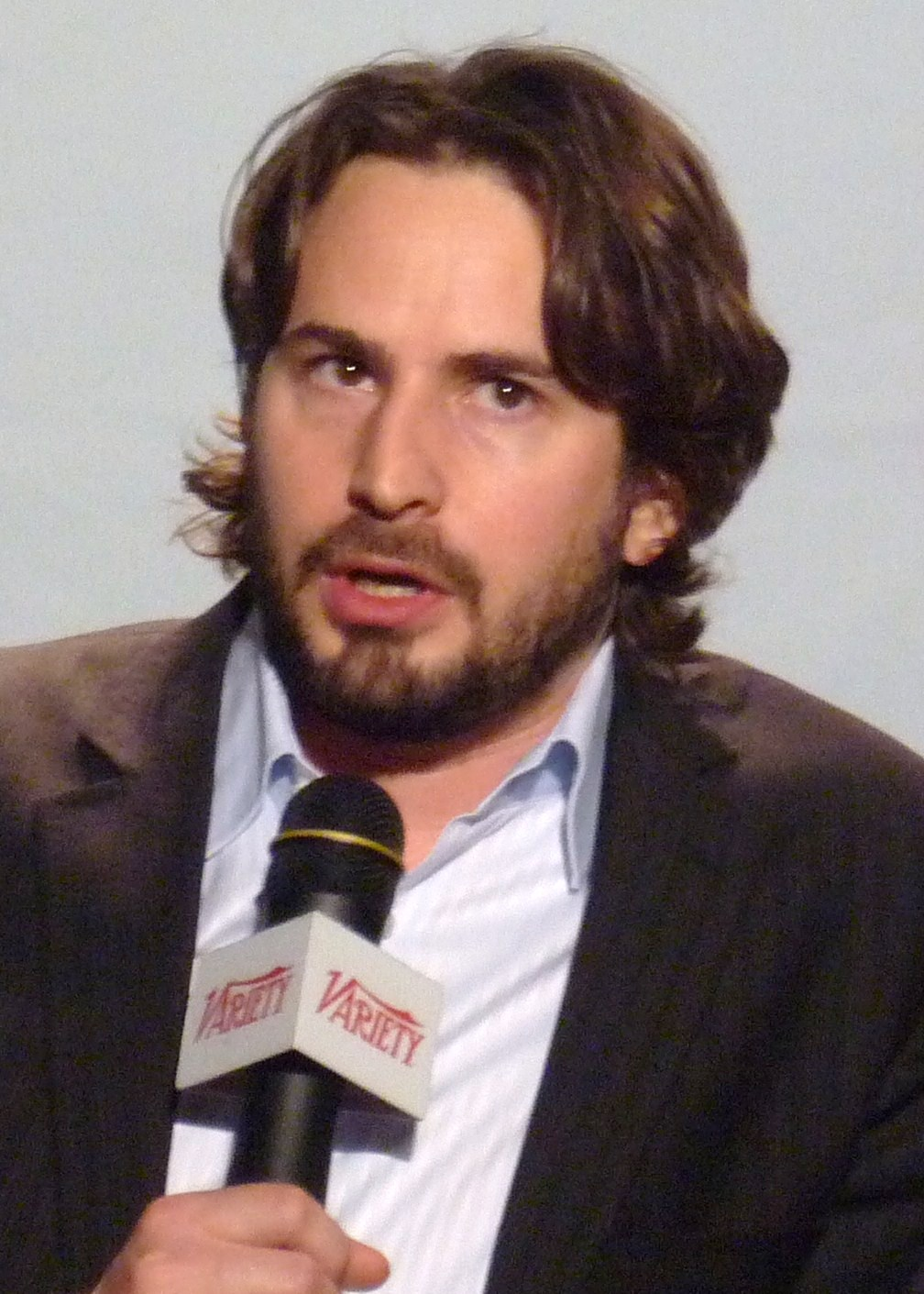
马克·鲍尔获原著剧本奖

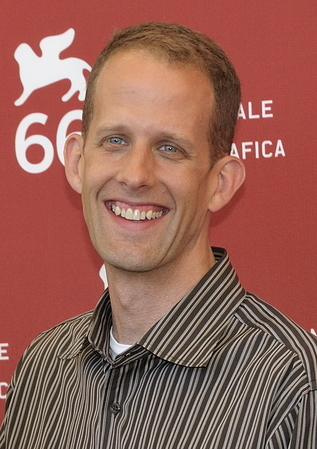
皮特·多克特获动画长片奖

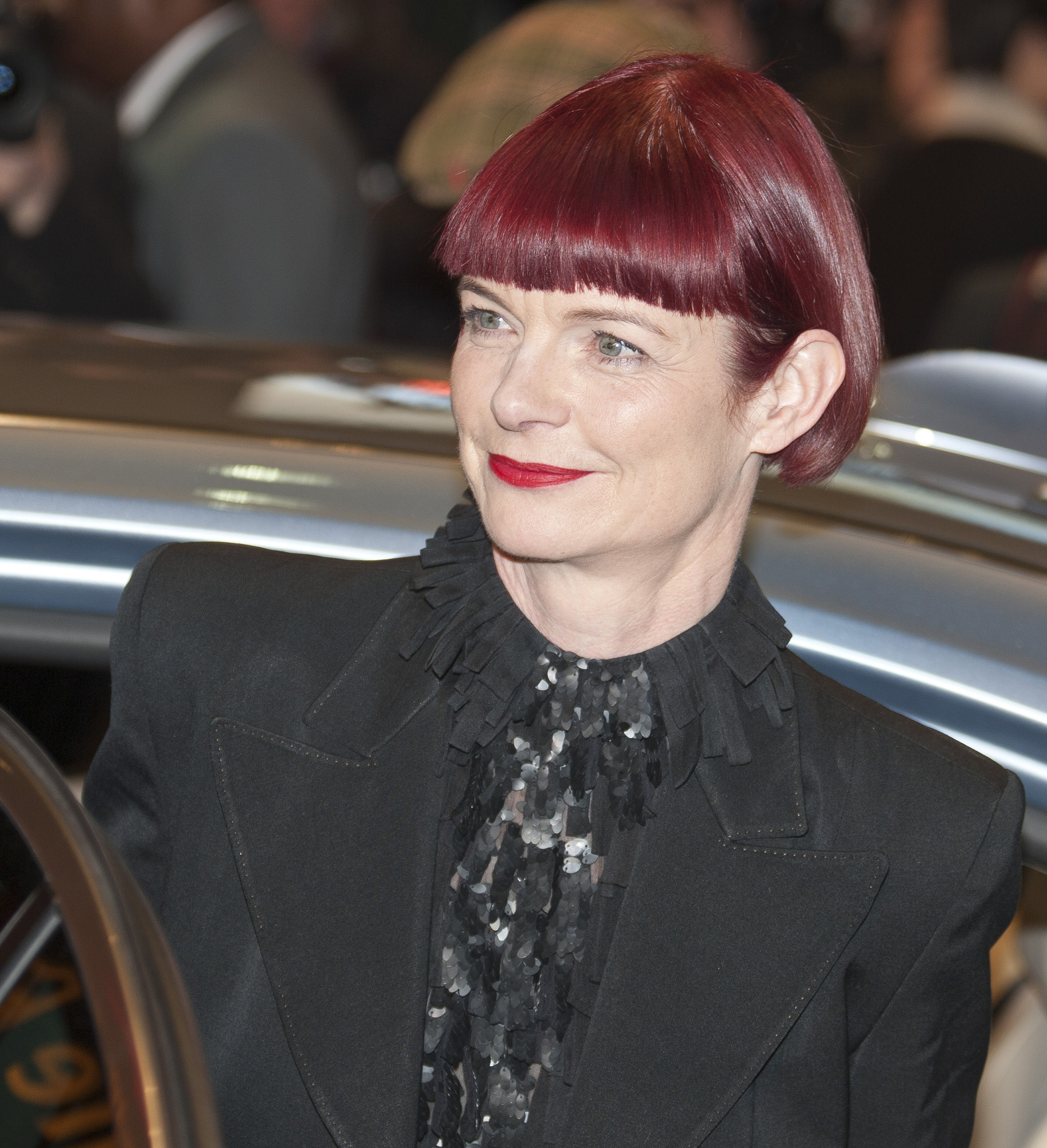
桑迪·鲍威尔获服装设计奖

| - 《拆弹部队》——凯瑟琳·毕格罗、马克·鲍尔、尼可拉斯·夏爾提耶和格雷格·夏皮罗（Greg Shapiro） - 《阿凡达》——詹姆斯·卡梅隆和喬恩·蘭多 - 《弱点》——吉尔·内特（Gil Netter）、安德鲁·A·科索夫和布羅德里克·詹森 - 《第九区》——彼得·杰克逊和卡罗琳·康宁汉 - 《成长教育》——費諾拉·德懷爾和阿曼達·波西 - 《无耻混蛋》——勞倫斯·班德 - 《珍愛人生》——李·丹尼尔斯、莎拉·辛格爾-馬尼斯（Sarah Siegel-Magness）和蓋瑞・麥格尼斯 - 《严肃的男人》——科恩兄弟 - 《飞屋环游记》——喬納斯·里維拉 - 《在云端》——丹尼爾·杜比埃基、伊万·雷特曼和贾森·雷特曼 | - 凯瑟琳·毕格罗——《拆弹部队》 - 詹姆斯·卡梅隆——《阿凡达》 - 李·丹尼尔斯——《珍愛人生》 - 贾森·雷特曼——《在云端》 - 昆汀·塔伦蒂诺——《无耻混蛋》 |
| 男主角 | 女主角 |
| - 傑夫·布里吉——《疯狂的心》 - 佐治·古尼——《在云端》 - 哥連·費夫——《单身男子》 - 摩根·弗里曼——《成事在人》 - 杰瑞米·雷纳——《拆弹部队》 | - 珊卓·布拉克——《弱点》 - 海倫·美蘭——《最后一站》 - 嘉莉·慕萊根——《成长教育》 - 加布蕾·丝迪贝——《珍愛人生》 - 梅麗·史翠普——《朱莉与朱莉娅》 |
| 男配角 | 女配角 |
| - 克里斯托弗·瓦尔兹——《无耻混蛋》 - 马特·戴蒙——《成事在人》 - 伍迪·哈里森——《信使》 - 克里斯多夫·柏麥——《為愛起程》 - 史丹利·特治——《可爱的骨头》 | - 莫妮克——《珍愛人生》 - 佩内洛普·克鲁兹——《華麗年代》 - 韋娜·法米加——《在云端》 - 瑪姬·吉倫荷——《疯狂的心》 - 安娜·姬妲妮——《在云端》 |
| 原著剧本 | 原著改编 |
| - 《拆弹部队》——马克·鲍尔 - 《无耻混蛋》——昆汀·塔伦蒂诺 - 《信使》——亚历山卓·卡蒙和歐林·穆佛曼 - 《严肃的男人》——科恩兄弟 - 《飞屋环游记》——湯瑪士·麥卡錫、鮑伯·彼得森和皮特·多克特 | - 《珍愛人生》——杰弗里·弗莱彻改编自萨法尔的小说《推》 - 《第九区》——尼尔·布洛姆坎普和泰瑞·塔謝爾改编自布洛姆坎普的《约翰内斯堡的外星人》 - 《成长教育》——尼克·宏比改编自《成长教育》琳恩·巴柏的同名作品 - 《灵通人士》——杰西·阿姆斯特朗、西門·布萊克威爾、阿曼多·伊安努奇和托尼·羅氏改编自伊安努奇的《幕后危机》 - 《在云端》——贾森·雷特曼和谢尔顿·特纳（Sheldon Turner）改编自沃爾特·金恩的同名小说 |
| 动画长片 | 外语片 |
| - 《飞屋环游记》——皮特·多克特 - 《鬼妈妈》——亨利·謝利克 - 《了不起的狐狸爸爸》——魏斯·安德森 - 《公主与青蛙》——羅恩·克萊門茨和約翰·馬斯克 - 《凯尔经的秘密》——汤姆·摩尔 | - 《谜一样的双眼》（阿根廷，西班牙语）——胡安·J·坎帕内拉 - 《阿亚米》（以色列，阿拉伯语和希伯来语）——斯坎达·卡普泰（Scandar Copti）和亚龙·沙尼（Yaron Shani） - 《伤心的奶水》（秘鲁，西班牙语和克丘亞語）——克勞蒂亞·略薩 - 《大獄言家》（法国，科西嘉语和阿拉伯语）——賈克·歐迪亞 - 《白色緞帶》（德国，德语——迈克尔·哈内克）                                                                                   |
| 纪录片 | 紀錄短片 |
| - 《海豚湾》——路易·皮斯霍斯和費舍·斯蒂文斯 - 《缅甸起义：看不到的真相》——安德斯·奥斯特加德（Anders Østergaard）和莉莎·伦泽-穆勒（Lise Lense-Møller） - 《美味代價》——罗伯特·肯纳和埃莉斯·博尔斯丁 - 《美国最危险的人》——朱迪思·埃利希和里克·戈德史密斯 - 《哪里是回家的路》——丽贝卡·卡米沙 | - 《普鲁登斯的音乐》——羅傑·洛斯·威廉斯和伊莉諾·伯克特 - 《劫后天府泪纵横》——喬恩·阿爾伯特和馬修・奧尼爾 - 《加德纳州长的最后一次竞选》——丹尼爾・瓊格和亨利·安斯拜切 - 《最后一辆车：通用王国的破产》——史蒂文·波格纳和朱丽娅·赖克特 - 《柏林墙的野兔》——巴尔托什·科诺普卡和安娜·怀德拉                                                                                                  |
| 實景短片 | 动画短片 |
| - 《新房客》——约阿希姆·巴克（Joachim Back）和提维·马格努松（Tivi Magnusson） - 《门》（The Door）——胡安妮塔·威尔逊和詹姆斯·弗林（James Flynn） - 《魔术师之梦》（Instead of Abracadabra）——帕特里克·伊库伦德（Patrik Eklund）和马蒂亚斯·弗亚尔斯通（Mathias Fjellström） - 《卡维》（Kavi）——格雷格·赫尔维（Gregg Helvey） - 《神秘鱼》——鲁克·朵兰（Luke Doolan）和德鲁·贝利（Drew Bailey） | - 《商标的世界》——尼古拉斯·施默金（Nicolas Schmerkin） - 《法式炒咖啡》——法布里斯·O·朱伯特（Fabrice O. Joubert） - 《格林奶奶的睡美人》——尼基·费伦（Nicky Phelan）和达拉夫·奥康内尔（Darragh O'Connell） - 《老妇人与死神》——哈维尔·雷西奥·格拉西亚（Javier Recio Gracia） - 《超级无敌掌门狗：面包与死亡事件》——尼克·帕克 |
| 原创配乐 | 原创歌曲 |
| - 《飞屋环游记》——迈克·吉亚奇诺 - 《阿凡达》——詹姆斯·霍纳 - 《了不起的狐狸爸爸》——亚历山大·德斯普拉 - 《拆弹部队》——馬可·貝爾特拉米和巴克·桑德斯（Buck Sanders） - 《大侦探福尔摩斯》——漢斯·季默 | - “”（《疯狂的心》插曲）——萊恩·拜姆和T-本恩·本內特 - “”（《公主与青蛙》插曲）——兰迪·纽曼 - “”（《公主与青蛙》插曲）——兰迪·纽曼 - “”（《北郊1936年》插曲）——莱因哈特·瓦格纳（Reinhardt Wagner）和弗兰克·托马斯（Frank Thomas） - “”（《華麗年代》插曲）——莫里·葉斯頓 |
| 音效剪辑 | 混音 |
| - 《拆弹部队》——保羅·奧托森 - 《阿凡达》——克里斯托弗·博伊斯和格温多林·耶茨·惠特尔 - 《无耻混蛋》——懷利・史代文 - 《星际迷航》——马克·斯托金格（Mark Stoeckinger）和艾伦·兰金（Alan Rankin） - 《飞屋环游记》——迈克尔·席维斯（Michael Silvers）和汤姆·迈尔斯（Tom Myers） | - 《拆弹部队》——保羅·奧托森和雷·贝克特 - 《阿凡达》——克里斯托弗·博伊斯、加里·萨默斯、安迪·尼尔森和托尼·约翰逊 - 《无耻混蛋》——麥可·明克勒、托尼·兰伯蒂（Tony Lamberti）和马克·乌拉诺 - 《星际迷航》——安娜·贝尔默、安迪·尼尔森和彼得·戴夫林 - 《變形金剛：復仇之戰》——格雷格·拉塞尔、加里·萨默斯和杰弗里·帕特森                                                                                      |
| 艺术指导 | 摄影 |
| - 《阿凡达》——艺术指导：瑞克·卡特（Rick Carter）和罗伯特·斯特龙伯格（Robert Stromberg）；内部装饰：金·辛克莱尔（Kim Sinclair） - 《帕納大師的魔幻冒險》——艺术指导：戴夫·沃伦（Dave Warren）和安娜斯塔西娅·玛莎罗（Anastasia Masaro）；内部装饰：卡罗琳·史密斯（Caroline Smith） - 《華麗年代》——艺术指导：约翰·迈尔（John Myhre）；内部装饰：戈登·辛（Gordon Sim） - 《大侦探福尔摩斯》——艺术指导：莎拉·格林伍德（Sarah Greenwood）；内部装饰：凯蒂·斯宾塞（Katie Spencer） - 《維多莉亞女王：風華絕代》——艺术指导：帕特里斯·弗米特（Patrice Vermette）；内部装饰：玛吉·格雷（Maggie Gray）                                                         | - 《阿凡达》——慕洛·費奧利 - 《哈利·波特与混血王子》——布魯諾·戴邦奈爾 - 《拆弹部队》——巴瑞·艾克洛德 - 《无耻混蛋》——罗伯特·理查德森 - 《白色緞帶》——克里斯蒂安·伯格（Christian Berger） |
| 化妆 | 服装设计 |
| - 《星际迷航》——巴尼·伯尔曼（Barney Burman）、明迪·霍尔（Mindy Hall）和乔尔·哈洛（Joel Harlow） - 《明星總理》——阿尔多·西诺勒提（Aldo Signoretti）和維托里奧·索達諾 - 《維多莉亞女王：風華絕代》——乔恩·亨利·戈登（Jon Henry Gordon）和珍妮·席爾寇 | - 《維多莉亞女王：風華絕代》——桑迪·鲍威尔（Sandy Powell） - 《璀璨情詩》——珍妮特·帕特森（Janet Patterson） - 《時尚女王香奈兒》——凯瑟琳·莱特瑞尔（Catherine Leterrier） - 《帕納大師的魔幻冒險》——莫尼卡·普吕多姆（Monique Prudhomme） - 《華麗年代》——柯琳·艾特伍 |
| 剪辑 | 视觉效果 |
| - 《拆弹部队》——克里斯·英尼斯和鲍勃·穆拉维斯基 - 《阿凡达》——詹姆斯·卡梅隆、约翰·里弗尔（John Refoua）和斯蒂芬·E·里夫金（Stephen E. Rivkin） - 《第九区》——朱利安·克拉克 - 《无耻混蛋》——薩莉·門克 - 《珍愛人生》——乔·克茨 | - 《阿凡达》——乔·莱特瑞、斯蒂芬·羅森巴姆、理察・貝恩漢姆和安德鲁·R·琼斯（Andrew R. Jones） - 《第九区》——丹·考夫曼（Dan Kaufman）、彼得·麦泽斯（Peter Muyzers）、罗伯特·哈布罗斯（Robert Habros）和马特·艾特肯（Matt Aitken） - 《星际迷航》——罗杰·盖耶特（Roger Guyett）、罗素·厄尔（Russell Earl）、保罗·卡瓦纳（Paul Kavanagh）和伯特·道尔顿（Burt Dalton） |

### 奥斯卡荣誉奖
2009年11月14日，美国电影艺术与科学学院举办了首届學院主席獎颁奖典礼，并颁发了以下奖项。

#### 荣誉奖
- 羅蘭·比歌
- 罗杰·科曼
- 高登·威廉（英语：Gordon Willis）

#### 欧文·G·托尔伯格纪念奖
- 约翰·凯利

### 獲多項提名或獎項之電影作品
| 提名数量 | 片名                   |
| -------- | ---------------------- |
| 9        | 《阿凡达》             |
| 9        | 《拆弹部队》           |
| 8        | 《无耻混蛋》           |
| 6        | 《天生不是寶貝》       |
| 6        | 《在云端》             |
| 5        | 《飞屋环游记》         |
| 4        | 《第九区》             |
| 4        | 《九》                 |
| 4        | 《星际迷航》           |
| 3        | 《成长教育》           |
| 3        | 《疯狂的心》           |
| 3        | 《公主与青蛙》         |
| 3        | 《年轻的维多利亚》     |
| 2        | 《弱点》               |
| 2        | 《了不起的狐狸爸爸》   |
| 2        | 《成事在人》           |
| 2        | 《帕纳大师的魔幻冒险》 |
| 2        | 《最后一站》           |
| 2        | 《信使》               |
| 2        | 《严肃的男人》         |
| 2        | 《大侦探福尔摩斯》     |
| 2        | 《白色缎带》           |

| 获獎数量 | 片名             |
| -------- | ---------------- |
| 6        | 《拆弹部队》     |
| 3        | 《阿凡达》       |
| 2        | 《疯狂的心》     |
| 2        | 《天生不是寶貝》 |
| 2        | 《飞屋环游记》   |

## 颁奖和表演嘉宾
下列人士出场颁发了奖项或表演节目：

### 颁奖嘉宾（按出场顺序排列）
| 姓名                                                                                             | 颁奖                                                |
| ------------------------------------------------------------------------------------------------ | --------------------------------------------------- |
| 吉娜·塔特尔（Gina Tuttle）                                                                                  | 第82届奥斯卡颁奖典礼广播员                          |
| 佩内洛普·克鲁兹                                                                                  | 颁发男配角奖                                        |
| 瑞恩·雷诺兹                                                                                      | 介绍最佳影片提名电影《弱点》                        |
| 史蒂夫·卡尔 卡梅隆·迪亚兹                                                                        | 颁发动画长片奖                                      |
| 麦莉·赛勒斯 阿曼達·西耶弗里德                                                                    | 颁发原创歌曲奖                                      |
| 克里斯·派恩                                                                                      | 介绍最佳影片提名电影《第九区》                      |
| 小罗伯特·唐尼 蒂娜·菲                                                                            | 颁发原著剧本奖                                      |
| 马修·布罗德里克 乔恩·克莱尔 麥考利·克金 安東尼·邁克爾·豪爾 贾德·尼尔森（Judd Nelson） 莫利·林沃德 艾丽·希蒂 | 引出向约翰·休斯致敬的桥段                           |
| 塞缪尔·杰克逊                                                                                    | 介绍最佳影片提名电影《飞屋环游记》                  |
| 凯瑞·穆里根 佐伊·索尔达娜                                                                        | 颁发动画短片奖、纪录短片奖和短片奖                  |
| 本·斯蒂勒                                                                                        | 颁发化妆奖                                          |
| 杰夫·布里吉斯                                                                                    | 介绍最佳影片提名电影《严肃的男人》                  |
| 杰克·吉伦哈尔 瑞秋·麥亞當斯                                                                      | 颁发原著改编奖                                      |
| 奎恩·拉提法                                                                                      | 引出颁发奥斯卡荣誉奖和欧文·G·托尔伯格纪念奖的片断   |
| 罗宾·威廉斯                                                                                      | 颁发女配角奖                                        |
| 柯林·菲尔斯                                                                                      | 介绍最佳影片提名电影《成长教育》                    |
| 西格妮·韦弗                                                                                      | 颁发艺术指导奖                                      |
| 汤姆·福特 莎拉·潔西卡·帕克                                                                       | 颁发服装设计奖                                      |
| 查理兹·塞隆                                                                                      | 介绍最佳影片提名电影《珍爱人生》                    |
| 泰勒·洛特纳 克莉絲汀·史都華                                                                      | 引出向恐怖電影致敬的片段                            |
| 扎克·埃夫隆 安娜·姬妲妮                                                                          | 颁发音效剪辑奖和音效奖                              |
| 伊丽莎白·班克斯                                                                                  | 引出奥斯卡科技成果奖和戈登·E·索耶奖的颁奖片段       |
| 约翰·特拉沃尔塔                                                                                  | 介绍最佳影片提名电影《无耻混蛋》                    |
| 桑德拉·布洛克                                                                                    | 颁发摄影奖                                          |
| 黛米·摩尔                                                                                        | 引出纪念过去一年逝世电影人的环节                    |
| 詹妮弗·洛佩兹 山姆·沃辛頓                                                                        | 引出原创配乐奖提名作品的特别表演曲目 颁发原创配乐奖 |
| 布莱德利·库珀 傑拉德·巴特勒                                                                      | 颁发视觉效果奖                                      |
| 杰森·贝特曼                                                                                      | 介绍最佳影片提名电影《在云端》                      |
| 马特·达蒙                                                                                        | 颁发纪录片奖                                        |
| 泰勒·派瑞                                                                                        | 颁发剪辑奖                                          |
| 基努·李维斯                                                                                      | 介绍最佳影片提名电影《拆弹部队》                    |
| 佩德罗·阿莫多瓦 昆汀·塔伦蒂诺                                                                    | 颁发外语片奖                                        |
| 凯西·贝茨                                                                                        | 介绍最佳影片提名电影《阿凡达》                      |
| 维拉·法米加 科林·法雷尔 茱莉安·摩爾 蜜雪兒·菲佛 蒂姆·罗宾斯 凱特·溫斯蕾                          | 颁发男主角奖                                        |
| 西恩·潘 彼得·萨斯加德 米高·辛 史丹利·特治 科力士·韋德加 奧花·雲費                                | 颁发女主角奖                                        |
| 芭芭拉·史翠珊                                                                                    | 颁发导演奖                                          |
| 汤姆·汉克斯                                                                                      | 颁发最佳影片奖                                      |

### 现场表演（按出场顺序排列）
| 姓名                 | 角色     | 表演                                       |
| -------------------- | -------- | ------------------------------------------ |
| 马克·施艾曼（Marc Shaiman）      | 音乐编排 | 管弦乐                                     |
| 哈罗德·惠勒（Harold Wheeler）      | 指挥     | 管弦乐                                     |
| 尼尔·帕特里克·哈里斯 | 表演者   | 开场歌舞                                   |
| 詹姆斯·泰勒          | 表演者   | 在纪念过去一年中逝世业内人士的环节中表演“” |
| 非凡舞团             | 表演者   | 表演原创配乐奖提名作品的同步舞蹈曲目       |

## 典礼资讯
由于前几届奥斯卡颁奖典礼的收视率出现下滑，因此学院希望可以采取措施重振奖项和晚会的声威，引起人们对提名电影的兴趣。之前一年的颁奖典礼在收视人数上相比再前一年有13%的提高，学院内的许多成员于是提出了一些有望让奖项更受欢迎的新方案。当时的学院主席西德尼·甘尼斯宣布，本届奥斯卡金像奖角逐中最佳影片的提名电影将由以往沿用多年的5部提高到10部。“10个最佳影片提名将让学院投票成员们得以认可一些通常会角逐其它奖项，但却无缘最高奖的优异电影。”“我都等不及想看到2月公布提名名单时十部（最佳影片提名作品）的名单会是什么样了。”甘尼斯还表示，这也会让预测最终胜出作品变得更困难，因为投票规则将需要由多數制改为排序複選制。
編舞比尔·麦康尼克和亚当·山克曼获聘成为晚会的制片人。山克曼曾在一次接受全国公共广播电台节目采访时透露，自己和麦康尼克起初选择了沙查·巴隆·科恩担任主持人，但学院否决了这一提议，因为科恩“这步棋实在太险了”。
许多在之前一年获得好评的做法得以保持下来，男、女主角奖的颁奖嘉宾均为5人，每一人介绍一位获提名演员的表演。山克曼和麦康尼克宣布，他们有意缩短电视转播的时长。这一年大部分颁奖嘉宾宣布获奖者时的用词都由“而获奖者是……”改为了“而奥斯卡奖属于……”，上一次出现这一情况则是在1988年举行的第60届奥斯卡颁奖典礼。学院没有对这一改动作出解释，这一做法一度让其他没有获奖的提名人感到羞辱，但显然，学院还是默许了两位制片人让颁奖词回归老传统的做法。

### 提名电影票房表现
在本届奥斯卡金像奖角逐中获最佳影片提名的十部电影中，有五数在提名公布前就已经在美国和加拿大收获了超过1亿美元的票房，这是继2003年以来主要奖项提名作品中首次出现至少一部大片。多位评论员、记者和娱乐业人士分析认为，学院将最佳影片提名数量从五部增加到十部是大片得以获得主要奖项提名的重要原因。
提名公布时，十部获最佳影片提名的电影中有三部位于电影票房榜的前十位。其中《阿凡达》以5.96亿美元的美国票房名列榜首，也是年度电影票房冠军，其他两部美国电影票房排行榜十强中获提名的还有是收入2.93亿美元的《飞屋环游记》和收入2.38亿美元的《弱点》。剩下的七部提名作品中，《无耻混蛋》以1.2亿美元票房排在第一，《第9区》以1.16亿美元紧随其后，接下来分别是收入7300万美元的《在云端》，4500万美元的《珍爱人生》，1200万美元的《拆弹部队》，940万美元的《成长教育》和920万美元的《严肃的男人》。
在2009年美国电影票房最高的50部电影中，有13部电影获得了共计46项提名。其中《阿凡达》（冠军）、《飞屋环游记》（第5名）、《弱点》（第8名）、《无耻混蛋》（第25名）、《第九区》（第27名）、《公主与青蛙》（第32位）、《朱莉与朱莉娅》（第34位）、《鬼妈妈》（第42位）和《在云端》（第43位）获得了最佳影片或动画长片、导演、演员或编剧类主要奖项提名，而获得其它奖项提名的影片还有《哈利·波特与混血王子》（亚军）、《變形金剛：復仇之戰》（季军）、《星际迷航》（第7名）和《大侦探福尔摩斯》（第11名）。

### 专业评价
本届颁奖典礼获得的媒体评价褒贬不一，一些媒体给出了较为负面的评价。影评人罗杰·埃伯特批评鲍德温和马丁的开场独白“无趣得出奇”。他之后表示对《拆弹部队》胜出感到高兴，但选择鲍德温和马丁来主持实在欠妥。《洛杉矶时报》专栏作家玛丽·麦克纳马拉（Mary McNamara）打趣称节目完全没有时机感，“尽管每个人都尽了最大努力，但今年的奥斯卡颁奖典礼似乎遭遇了信任危机。”《时代》电影评论员詹姆斯·邦尼沃兹克（James Poniewozik）也批评晚会的节奏上断断续续，称其是“奥斯卡的一个经典失败”。他还指出拥有两个主持人也是节目的缺点之一。
其它媒体对颁奖典礼的评价更为正面。《电影指南》杂志的布鲁斯·费茨（Bruce Fetts）在其专栏中称赞了两位主持人的表现。《芝加哥论坛报》的莫琳·瑞恩（Maureen Ryan）给整场晚会的评价为中等，但赞扬了演员的表现。

### 收视率和获奖
本届颁奖典礼通过美国广播公司在美国直播，其播出时段里平均有4162万观众收看，与去年的颁奖典礼相比有13%的提升，而所有曾观看部分播出时段节目的观众总数则有约7978万。节目在尼尔森收视率调查中的成绩也好于过去两届，在18至49岁年龄段人群中的收视率为13.1%，比去年提高了8%，是继2005年的第77届奥斯卡颁奖典礼以来收视人数最高的一届。
2010年7月，颁奖典礼获得了第62屆黃金時段艾美獎的12项提名，并在次月获得了综艺、音乐或纪实类节目杰出艺术指导奖。

## 纪念
奥斯卡颁奖典礼上一年一度的“纪念”致敬环节旨在纪念过去一年中逝世的业内人士，本场晚会上的这一环节由查克·沃克曼（Chuck Workman）制作，女演员黛米·摩尔引出，歌手詹姆士·泰勒在这一过程中表演了披頭四樂隊的歌曲。
| - 派屈克·史威茲 - 莫里斯·賈爾 - 蒙特·黑尔（Monte Hale） - 珍·西蒙絲 - 图里奥·佩尼利（Tullio Pinelli） - 伊力·盧馬 - 肯·安纳金 - 大衛·卡拉定 - 加雷斯·维根（Gareth Wigan） - 丹尼尔·梅尼克（Daniel Melnick） - 霍华德·齐耶夫（Howard Zieff） - 多姆·德路易斯（Dom DeLuise） - 阿米·阿克德（Army Archerd） - 罗恩·西维尔（Ron Silver） - 布蘭妮·墨菲 - 娄·雅可比（Lou Jacobi） - 西蒙·钱宁·威廉姆斯（Simon Channing-Williams） | - 贝齐·布莱尔 - 约瑟夫·怀斯曼（Joseph Wiseman） - 杰克·卡迪夫（Jack Cardiff） - 凯瑟琳·格雷森（Kathryn Grayson） - 亚瑟·坎顿（Arthur Canton） - 纳特·波克瑟（Nat Boxer） - 米拉德·考夫曼（Millard Kaufman） - 罗伊·E·迪士尼（Roy E. Disney） - 拉里·吉尔巴特（Larry Gelbart） - 霍顿·福特（Horton Foote） - 罗伯特·伍德拉夫·安德森（Robert Woodruff Anderson） - 巴德·斯楚伯格（Budd Schulberg） - 迈克尔·杰克逊 - 娜塔莎·李察遜 - 珍妮花·鍾絲 - 大卫·布朗 - 卡尔·莫尔登（Karl Malden） |

除了纪念环节以视频片段形式向以上电影人致敬外，演员马修·布罗德里克、乔恩·克莱尔、麥考利·克金、安東尼·邁克爾·豪爾、贾德·尼尔森、莫利·林沃德和艾丽·西蒂还在晚会上单独向电影人约翰·休斯致敬。上一次有这样的单独致敬则是在第76届奥斯卡颁奖典礼上， 汤姆·汉克斯和茱莉娅·罗伯茨向鲍勃·霍普和凯瑟琳·赫本致敬。

## 争议

### 纪录片奖获奖致辞
《海豚湾》获得纪录片奖，主创人员上台领奖并发表感言时，海豚训练员瑞克·歐貝瑞拿着一面旗帜，上面印着（意为“编辑文本海豚发送到44144”），美国广播公司突然中断了画面，并且持续了几秒钟。《电视指南》称这一瞬间为“最快的一切”。

### 沙查·巴隆·科恩被取消的短剧
制片人麦康尼克和山克曼原本选择了沙查·巴隆·科恩来担任主持人，但学院因担心其中风险而否决了。科恩和本·斯蒂勒原计划在典礼上表演一个短剧，但制片人因为担心节目会冒犯《阿凡达》的导演詹姆斯·卡梅隆而决定将之取消。这个短剧中科恩将打扮成一名雌性纳美人，而斯蒂勒则站在一旁翻译“她”所说的话，结束时科恩将宣布“她”“与詹姆斯·卡梅隆有了爱的结晶”。虽然卡梅隆表示他对这个短剧的内容感到满意，但科恩的表演还是被取消了。不过这个短剧最终由斯蒂勒打扮成纳美人进行了表演。

### 原创歌曲奖表演的削减
2010年2月，麦康尼克和山克曼宣布，本届颁奖典礼上将不会像之前多年的惯例那样将获得原创歌曲奖提名的几首歌曲分别进行现场表演，而是会在颁奖宣读提名作品名单时播放短小的片段。一些奥斯卡颁奖典礼的制作人员对此做法表示反对，称这有违传统，让每首歌曲的创作者们失去了一个在全世界观众面前表演的机会。

### 《拆弹部队》制片人的电子邮件
尼古拉斯·夏提尔是最佳影片奖提名电影《拆弹部队》的其中一位制片人，他之前发了电子邮件给学院成员，建议他们在最佳影片奖投票中投给《拆弹部队》，不要投给同样获提名的《阿凡达》，这一做法违反了学院的规定，夏提尔也因此被拒绝出席颁奖典礼。他之后对自己的行为道了歉。

### 广告商和收视率风波
2010年3月1日，美国广播公司的旗舰电视台纽约宣布，他们很可能将从2010年3月7日起终止其与有线电视公司的合作，这天正好是第82届奥斯卡颁奖典礼的举办日期。美国东部时间3月7日中午12点01分，的节目单上撤下了该电视台。纽约市收视区拥有超过310万电视观众，是全美最大的媒体市场，他们都将因此而无法观看本届奥斯卡颁奖典礼的电视转播，以及其它和美国广播公司有关的节目，预计这会对奥斯卡颁奖典礼的广告商和收视率造成毁灭性的打击，到了美国东部时间约20点43分，奥斯卡颁奖典礼开始13分钟后，恢复了的节目播出。

### 纪念逝世电影人环节中的遗漏
2009年有超过100位电影娱乐界人士逝世，但在一年一度的纪念环节上只提及了其中30人，被忽略的人士包括费拉·福赛特、艾德·麦克马洪（Ed McMahon）、楼·阿尔巴诺（Lou Albano）、亨利·吉布森（Henry Gibson）和比特里斯·亚瑟等。影评人罗杰·埃伯特在Twitter批评纪念环节遗漏了福赛特，并且认为迈克尔·杰克逊并非因电影方面成就而为人所知，所以不应该出现在纪念环节中。纪念环节中人物的名单是由学院的一个小委员会汇编的，与电视转播的制片人间没有联系。

### 《普鲁登斯的音乐》获奖致辞
《普鲁登斯的音乐》一片的导演罗杰·罗斯·威廉斯在影片获得纪录短片奖发表得奖感言时，突然被制片人埃莉诺·伯克特从一旁推开了。这一幕被形容为本届颁奖典礼上最怪异或是最尴尬的瞬间，威廉斯等人将其和五个月前举行的2009年MTV音乐录影带大奖颁奖典礼上肯伊·威斯特打断泰勒·斯威夫特获奖感言的场面相提并论。
这部纪录短片主要是在津巴布韦拍摄的，伯克特也生活在这里，她就该片起诉了威廉斯，不过到了颁奖典礼时，双方已达成和解。她向网站表示，该片是由她构想的，“罗杰在我告诉他这些以前都从没听说过津巴布韦”。她对威廉斯和选择把短片的焦点放在一个人身上而不是整个乐队感到懊恼，该乐队成员也一度以为影片会是以整个乐队为核心。“我觉得我的角色已经一次又一次地受到蔑视，但现在这种事不能再发生了。”她声称自己在台上推开威廉斯的原因是对方的母亲之前用手杖试图阻止她上台一起领奖。
“她杀了我个措手不及”，威廉斯表示，“我以为她会只是站在那儿，我有准备了演讲辞”。他说，学院明确表示只能有一人发表得奖感言，而自己的母亲只是想要站起来拥抱他。

## 国际电视转播
- 非洲——
- 阿尔巴尼亚——
- 安道尔——
- 阿根廷——和TNT Argentina
- 亞美尼亞——
- 澳大利亚——和
- 奥地利——和
- 阿塞拜疆——阿塞拜疆电视台
- 孟加拉国——
- 白俄罗斯——
- 比利时——和
- 玻利維亞——
- 巴西——TNT和环球电视网
- 保加利亚——
- 加拿大——CTV
- 智利——和
- 中华人民共和国——STAR Movies和CCTV-6
- 哥伦比亚——
- 克罗地亚——
- 賽普勒斯——
- 捷克——
- 丹麦——和
- 法国海外省和海外领地——
- 厄瓜多尔——
- 埃及——
- 萨尔瓦多——
- 斐濟——
- 芬兰——
- 法国——
- 格鲁吉亚——
- 德国——
- 加纳——和
- 希腊——
- 危地马拉——、和
- 香港——明珠台和
- 洪都拉斯——
- 冰岛——和
- 印度——、和
- 印度尼西亚——
- 爱尔兰岛——RTE和
- 以色列——
- 意大利——
- 牙买加——
- 日本——WOWOW和NHK
- 拉丁美洲——特纳电视网
- 列支敦斯登——
- 卢森堡——和
- 馬其頓共和國——
- 马来西亚——和
- 马尔代夫——
- 毛里求斯——和
- 墨西哥——、和TNT
- 中东——和
- 摩纳哥——、
- 蒙古国——
- 蒙特內哥羅——
- 缅甸——
- 尼泊尔——
- 荷兰——
- 新西兰——
- 尼加拉瓜——
- 挪威——
- 巴基斯坦——
- 巴布亚新几内亚——和
- 巴拉圭——
- 秘鲁——
- 菲律宾——、和ABS-CBN
- 波兰——
- 葡萄牙——
- 羅馬尼亞——
- 俄罗斯——第一頻道
- 沙特阿拉伯——
- 塞尔维亚——
- 新加坡——和
- 斯洛伐克——
- 西班牙——和
- 斯里蘭卡——
- 蘇利南——
- 瑞典——
- 瑞士——、和
- 台灣——
- 泰国——和
- 千里達及托巴哥——
- 土耳其——
- 英国——
- 乌拉圭——
- 委內瑞拉——
- 越南——（直播） / （黄金时段演播）
- 来源[70]